# José Aranda Catalán
José Aranda Catalán (n. 17 de noviembre de 1918 en Almagro - f. 1 de febrero de 1991 en Móstoles) fue un político español del PSOE, que ejerció como alcalde de Alcorcón (Comunidad de Madrid) desde 1979 hasta 1991.

## Inicio
Desde joven se dedicó a trabajar como electricista, afiliándose a UGT a los 15 años. En 1937 inició su carrera política en el PSOE. Al inicio de la guerra civil participó en el bando republicano y tras la victoria del bando sublevado, se exilió a Francia. Pasó un tiempo en el campo de concentración de Barcarés. En 1942, cuando iba a ser deportado a Alemania consiguió escapar al departamento de Bocas del Ródano, donde se incorporó a la Resistencia francesa. 

## Trayectoria política
Tras el final de la Segunda Guerra Mundial se instaló en Marsella en donde ejerció como secretario del PSOE en esa ciudad. Fue delegado en el tercer Congreso del PSOE en el exilio (1948) por de Marsella, Miramas y Salon y en el cuarto Congreso (1950) como delegado de Marsella, Arlés y Maisón Carrée (Argelia). 
Fue elegido vocal efectivo por el Departamento de Bocas del Ródano para las Asambleas de Delegados Departamentales del PSOE de julio de 1947 y julio de 1949.
En 1953 se trasladó a Buenos Aires (Argentina) donde, en 1970, fue elegido presidente de la Sección Argentina del PSOE. En 1976 regresó a España para incorporándose al PSOE Histórico y luego al PSOE Renovado.

## Alcalde de Alcorcón
En las elecciones municipales de España de 1979 fue elegido primer alcalde de Alcorcón con 14 concejales, por lo que obtuvo la mayoría absoluta. Durante su mandato, se produjo el desarrollo masivo de Alcorcón, debido a la fuerte emigración que se venía produciendo desde la década de los años 1960. La población de Alcorcón aumentó de 46.073 a 140.657 habitantes, lo que hizo necesaria la ampliación del municipio en número de viviendas, así como la dotación de equipamiento público: Colegios, bibliotecas, polideportivos, centros de salud... Se amplió el casco antiguo y se crearon los barrios de San José de Valderas, Parque Lisboa, Parque Mayor y Ondarreta.
En las elecciones de 1983 consiguió revalidar su cargo, obteniendo 19 concejales, la mayor cifra obtenida por un partido en el municipio hasta la actualidad. En las elecciones de 1987 volvió a revalidar el cargo por tercera vez consecutiva, siendo el alcalde que más tiempo ha estado hasta la fecha.

## Fallecimiento
En febrero de 1990 tuvo que apartarse de la política debido a una enfermedad. Falleció el 1 de febrero de 1991 en el hospital general de Móstoles a la edad de 72 años. En su honor, una de las avenidas principales del municipio lleva su nombre.